# 当阳县 (缅甸)
当阳县是缅甸掸邦下辖的一个县。

## 历史沿革
2022年4月30日，缅甸政府以腊戍县当阳镇区和孟崖镇区新设当阳县。

## 行政区划
当阳县下辖当阳镇区和孟崖镇区2个镇区。